# Monacha fruticola
Monacha fruticola is een slakkensoort uit de familie van de Hygromiidae. De wetenschappelijke naam van de soort is voor het eerst geldig gepubliceerd in 1833 door Krynicki.